# الحزب الشيوعي العراقي
الحزب الشيوعي العراقي أحد الأحزاب السياسية اليسارية في العراق، يعد رائد فهمي سكرتير اللجنة المركزية هو المتحدث الرسمي باسم الحزب، ويعتبر من الأحزاب العريقة على الساحة السياسية العراقية وقد لعب دوراً مهماً في التاريخ السياسي الحديث في العراق وبالرغم من معارضته لحكم الرئيس العراقي السابق صدام حسين إلا أنه كان من الرافضين للحصار الاقتصادي الذي فرض على العراق عقب الاجتياح العراقي للكويت، وعارض فكرة غزو العراق من قبل قوات التحالف في عام 2003، ولكن الحزب شارك في العملية السياسية في العراق ما بعد صدام حسين وحصل على عدد قليل من الأصوات في الأنتخابات العراقية.

## بدايات الحزب الشيوعي
دخلت الأفكار الماركسية إلى العراق في العقد الثاني من القرن العشرين، وظهر عدد من المثقفين الذين تأثروا بالأفكار الماركسية وسياسة الاتحاد السوفيتي، وجلبوا عددا من الكتب الماركسية من سوريا، وبلدان أخرى، وانكبوا على دراستها وتداولها بين عدد محدود من الأشخاص في بادئ الأمر خوفا من معرفة السلطة. وتلا ذلك ظهور أول الحلقات الماركسية التي ضمت: حسين الرحال، عوني بكر صدقي، مصطفى علي، محمد أحمد المدرس، عبد الله جدوع. وقد أصدر هؤلاء الرواد الأوائل مجلة علنية باسم الصحيفة كانت تصدر مرتين في الشهر، وقد صدر العدد الأول منها في 28 أيلول 1924، عالجت المجلة أوضاع العراق الاجتماعية والاقتصادية والفكرية، وركزت هجومها على الاستعمار والإقطاع والعنصرية والطائفية. إلا أن هذه المجلة لم تدم طويلاً فقد بادرت السلطة الحاكمة إلى غلقها بسبب توجهاتها الماركسية.
وفي عام 1927 تشكلت المجموعة الماركسية الأولى في البصرة وضمت كلا من عبد الحميد الخطيب وزكريا إلياس وسامي نادر مصطفى وعبد الوهاب محمود وفي عام 1928 تكونت خلية أخرى في الناصرية وقد ضمت كلا من: يوسف سلمان (فهد) وغالي زويد وأحمد جمال الدين وأصدرت منشوراً شيوعياً بخط يد فهد بعنوان «يا عمال وفلاحي البلاد العربية اتحدوا» وقد عالج المنشور الوضع السياسي في البلاد والهيمنة البريطانية. وكان المنشور موقعا باسم الحزب الشيوعي العراقي ووزع في الناصرية في كانون الأول عام 1932.
في 31 اذار 1934 انعقد في بغداد اجتماع تأسيسي حضره شيوعيون من مختلف أنحاء العراق. واعلنوا توحيد منظماتهم في تنظيم مركزي واحد باسم (لجنة مكافحة الاستعمار والاستثمار) وانتخبت أول لجنة مركزية، وأصبح عاصم فليح أول سكرتير للحزب، ثم تغير اسم الحزب فيما بعد إلى الحزب الشيوعي العراقي حيث اتخذت اللجنة المركزية قراراً بإعلان اسم الحزب الشيوعي العراقي بدلاً من الاسم السابق في عام 1935.
| الشيوعية العربية |
| أحزاب الحزب الشيوعي العراقي الحزب الشيوعي اللبناني الحزب الشيوعي السوري الحزب الشيوعي الأردني الحزب الشيوعي المصري الحزب الشيوعي السوداني الحزب الشيوعي الفلسطيني الحزب الشيوعي في السعودية |
| شيوعيون احمد نبيل الهلالي خالد بكداش يوسف سلمان يوسف رياض الترك |
| تصنيف:شيوعية |

لعب يوسف سلمان يوسف (فهد) دوراً بارزاً سواء في بناء خلايا الحزب من مدن العراق الجنوبية أو في إقامة مركزه في بغداد وتأسيس الحزب حيث سافر فهد إلى موسكو عام 1935 للدراسة في جامعة كادحي الشرق، حيث بقي هناك حتى 30 كانون الثاني عام 1938، ودرس خلال وجوده هناك العلوم الماركسية وأساليب التنظيم في الحزب الشيوعي. في عام 1941 اختير فهد سكرتيرا عاما للحزب الشيوعي العراقي إلى أن اعتقل ثم اعدم في عام 1949. ولعب محمد حسين أبو العيس الدور الأبرز في حياة الحزب الشيوعي العراقي حيث كان عضو اللجنة المركزية للحزب وأول رئيس تحرير لجريدة اتحاد الشعب وهي الجريدة الناطقة باسم الحزب وعمل على إصدارها مرتين في اليوم الواحد بغية اطلاع الجماهير على كافة المستجدات في الساحة العراقية.

## الحزب الشيوعي العراقي وعبد الكريم قاسم
كان للحزب الشيوعي دوراً بارزاً في دعم انقلاب 14 تموز عام 1958 وبحلول عام 1959 أصبح للحزب قاعدة جماهيرية يقدر عددها من 2.000,000 إلى 2.500,000 مما اوجس خيفة في قلب الزعيم عبد الكريم قاسم حيث قامت جحافل محسوبة على الشيوعيين بارتكاب المجازر المعروفة في العراق باسم (مجازر كركوك والموصل) إثر محاولة ضباط في الجيش كان منهم «عبد الوهاب الشواف» وبدعم من عبد الناصر بمحاولة انقلاب لم تنجح بسبب شعبية عبد الكريم قاسم ومساندة جموع الشيوعيين له، وقد سميت بحركة الشواف، ولكن عبد الكريم توجس خيفة من نفوذ الشيوعيين المتزايد مما حدى به إلى قمعهم وزج الكثير منهم في السجون وإنقسم الحزب الشيوعي بين صفوفه في أفضل وسيلة للتعامل مع عبد الكريم قاسم فاقترح بعض الأعضاء على سكرتير الحزب آنذاك حسين الرضي المعروف بسلام عادل بالقيام بانقلاب على قاسم بينما اقترح البعض الآخر الاستمرار في دعمه واستمرت هذه المناقشات حتى سقوط عبد الكريم قاسم في انقلاب قاده حزب البعث في عام 1963 وبذلك الوقت كان قاسم ناجحاً في كبح نفوذ الحزب وعندما حدث الانقلاب كان عدد المنتمين للحزب اقل بكثير من عام 1959 وأصبحوا هدفاً للبعثيين الذي ربطوا اسم الحزب الشيوعي مع عهد عبد الكريم قاسم مع احداث مجازر كركوك والموصل فوجه ضربة شديدة إلى الحزب، وقاموا في عام 1963 بحملة منظمة لقتل الشيوعيين راح ضحيتها ما يقارب 5000 شيوعي كان من بينهم حسين أحمد الرضي سكرتير الحزب الشيوعي آنذاك سلام عادل.

## الحزب الشيوعي وحزب البعث
عندما قام حزب البعث بالانقلاب الذي اطاح بحكومة عبد الكريم قاسم استهدف البعثيون الحزب الشيوعي واستمرت المعارك بين حزب البعث وأفراد الحزب الشيوعي لثلاثة أيام في شوارع بغداد وقتل الكثير من الشيوعيين ومن ضمنهم سكرتير الحزب سلام عادل تحت التعذيب.
في تموز من عام 1973 قام سكرتير الحزب عزيز محمد بالتوقيع على اتفاقية مع الرئيس العراقي احمد حسن البكر وانضم الحزب الشيوعي إلى الجبهة الوطنية والقومية التقدمية جنباً إلى جنب مع حزب البعث ولكن الخلافات بدأت تطفو على السطح تدريجياً بسبب ميل حزب البعث إلى الانفراد بالسلطة إلى أن تم حل الجبهة الوطنية عام 1979 وأصبح الحزب الشيوعي حزبا محظورا.في عام 1993 في المؤتمر الوطني الخامس تأسس الحزب الشيوعي الكردستاني/ العراق.

## الحزب الشيوعي والاحتلال الأمريكي
بالرغم من معارضة الحزب للغزو الأمريكي للعراق في عام 2003 إلا أن الحزب شارك في العملية السياسية حيث أصبح سكرتير الحزب السابق حميد مجيد موسى عضواً في مجلس الحكم في العراق وشارك الحزب الشيوعي في الانتخابات العراقية. تحت اسم (اتحاد الشعب)، ودخل الإنتخابات الثانية مع القائمة العراقية الوطنية.
كانت جريدة طريق الشعب هي الجريدة الناطقة للحزب ولها مجلة تحت اسم الثقافة الجديدة وشعار الحزب هو وطن حر وشعب سعيد.

## أعضاء الحزب
انتمى للحزب الشيوعي العراقي نخبة كبيرة من الصحفيين والمطربين والشعراء العراقيين ومنهم المطرب فؤاد سالم والشاعر عريان السيد خلف والصحفي ضياء الدين الأسدي والشاعر كاظم إسماعيل الكاطع والشاعر عبد الوهاب البياتي والشاعر مظفر النواب مؤسس القصيدة الشعبية الحديثة والشاعر كريم العراقي وكاظم السعدي والشاعر غازي دواي الفهد وألفريد سمعان وصبري نعيم الباسكلچي ورشدي العامل عضـو اللجنة المركزية للحزب الشيوعي العراقي.

## مزيد من القراءة
- فؤادي، فيصل (2010). «الحزب الشيوعي العراقي والكفاح المسلح: دراسة أولية: منذ تأسيس الحزب عام 1934 إلى المؤتمر الخامس عام 1993»، فيشون ميديا (ردمك 9789186417109)،‏ 857744904

## وصلات خارجية
- طريق الشعب